# Cabra
Cabra è un comune spagnolo di 20 598 abitanti situato nella comunità autonoma dell'Andalusia in provincia di Cordoba da cui dista 72 km. Fa parte della comarca della Subbetica ed è una bella cittadina con edifici moderni che convivono armonicamente con gli edifici barocchi del passato di cui è ricca. È situata al centro della regione andalusa attorno a un colle all'altezza di 350 metri s.l.m. al limite fra le belle montagne dell'Andalusia e la fertile pianura irrigata (Huerta) e fra il fiume Cabra e la Sierra.
La sua economia si basa sull'agricoltura, in particolare sulla produzione di cereali, delle olive e del vino, sull'artigianato per le necessità locali, sull'industria tessile, del legno e agroalimentare. È presente anche l'industria per l'estrazione e lavorazione del marmo rosa e delle pietre bianche che si cavano nella montagna e che ornano le facciate degli edifici monumentali della città. La ripartizione percentuale dei lavoratori nei vari settori è per il 45% nell'agricoltura, per il 30% nell'industria e per il 25% nei servizi.

## Storia
Dai numerosi ritrovamenti archeologici e dalle diverse grotte con graffiti esistenti nella zona si deduce che già nel Paleolitico si aveva una presenza umana e successivamente un insediamento iberico nella località umida di Fuente del Rio alle sorgenti del fiume Cabra. Conquistata la zona, i Romani s'insediarono in questa località con un primo nucleo abitato e si estesero poi fino a quella detta oggi Villa Vieja che essi chiamarono Igabrum. Secondo alcuni il nome più antico è il greco Aigagros che presuppone una presenza di coloni greci precedente l'occupazione romana. Igabrum fu un municipio romano importante come attestano i numerosi ritrovamenti di resti di edifici romani e lo stesso Plinio la indica fra le più importanti città dell'impero. Fu anche una delle prime città a convertirsi al Cristianesimo e già nel II secolo fu una sede vescovile, che con l'arrivo dei Visigoti acquistò maggiore importanza estendendo il suo potere non solo religioso, ma anche politico e amministrativo a tutta la zona circostante e diventando una delle diocesi più importanti della Spagna del tempo. Il nome della città visigota si modificò leggermente in Egabrum.
Per motivi di continuità Egabrum diventò poi capitale di una provincia musulmana (la cora di Cabra) dipendente da Cordoba. Durante il basso Medio Evo diventò importante strategicamente per la contrapposizione fra Cristiani e Musulmani e il sultano di Granada Muhammad ibn Nasr fece rinforzare le mura e il castello.
Nel 1483 Diego III Fernández de Córdoba sconfisse le truppe musulmane dell'ultimo sultano di Granada Boabdil a Lucena. Boabdil fu rinchiuso nel castello della città di Lucena. A questo punto intervenne l'abilità diplomatica dei re Cattolici e dei loro consiglieri, il marchese di Cadice ed il conte di Cabra.
Dato che nel regno di Granada era in corso una guerra civile tra il padre (Muley Hacen) e lo zio (al-Zaghal) contro i seguaci di Boabdil per il controllo del sultanato, i Re Cattolici (Ferdinando II di Aragona ed Isabella di Castiglia) permisero a Boabdil di poter riacquistare la libertà a patto che aiutasse le truppe castigliane nella guerra contro i territori controllati dal padre e dallo zio.
Cabra ebbe in seguito un lento ma costante progresso demografico ed economico che si arrestò nel XVII secolo quando fu colpita da ben tre epidemie di peste a non grande distanza ognuna dalle altre e da una crisi dell'agricoltura dovuta all'andamento climatico che per alcuni anni fece seguire ad estati molto calde e secche inverni con piogge torrenziali. Per di più, ad aggravare la crisi economica, crebbe anche la pressione fiscale del governo centrale. Nel secolo seguente le condizioni di vita della popolazione migliorarono. Il secolo XIX per Cabra, come per tutta la Spagna, fu un periodo di grandi trasformazioni. Nel 1820-23 si ebbe una sollevazione militare di un reparto militare stanziato nella zona di Cabra. Nel 1835 per effetto della legge di desamortización del governo Mendizábal vennero espropriati e venduti all'asta i beni immobiliari costituenti la cosiddetta manomorta, cioè sottratti alla vendita e non soggetti ad imposte, appartenenti a speciali enti e fondazioni, solitamente ecclesiastiche. La legge fallì il suo scopo che era quello di favorire il nascere di una borghesia imprenditrice e attiva perché i beni messi all'asta finirono alle vecchie ricche famiglie nobili e favorirono il latifondismo, mentre molti ordini religiosi furono costretti a ridimensionare le loro attività. A Cabra si chiusero così i conventi dei Minori francescani, di San Juan de Dios e delle domenicane.
Intanto le vicissitudini della Spagna che, nel corso di questo secolo, subì la guerra napoleonica, il succedersi di ben otto re diversi, una reggenza rivoluzionaria e dal 1873 al 1874 l'effimera prima repubblica, determinarono conflitti fra i partiti che si erano formati a Cabra che costrinsero le autorità provinciali di Cordoba ad interferire sull'amministrazione locale e fra il 1881 e il 1898 vi furono ben tredici alcaldes diversi. Nonostante tutto ciò, dal punto di vista economico Cabra si sviluppò, vennero costruiti importanti edifici pubblici, si costruirono la Plaza de Toros nel 1856 e nel 1895 la stazione ferroviaria consentendo quindi alla città il collegamento alla rete ferroviaria nazionale, la regina Isabel II le diede il titolo ufficiale di città che non le era mai stato concesso. nel secolo XX si ebbe un progresso economico e un aumento della popolazione che raggiunse nel 1950 il massimo della sua storia con 22 174 abitanti.
Il grande sviluppo industriale della Catalogna in particolare della zona circostante a Barcellona che offriva migliori opportunità di lavoro aprì un periodo di forte emigrazione da Cabra soprattutto verso quella zona della Spagna compensando così anche il minor bisogno di manodopera dell'agricoltura cabrense che si modernizzò e meccanizzò. L'economia locale non ne ebbe a soffrire anche se si verificò una diminuzione del numero di abitanti.

## Monumenti
- Castillo, fortezza medievale di origine araba riedificato nel XIV secolo, con la  Torre del Homenage. Dal XV secolo il castello fu il palazzo residenziale dei conti di Cabra, oggi ospita il Collegio delle Madri Scolopie.
- Cinta muraria: restano teatro di mura recuperati e restaurati e alcuni torrioni cilindrici.
- Case signorili dei diversi secoli dal XVI al XVIII secolo con facciate, ricchi portali e balconi barocchi, rivestite dal marmo rosa e dalla pietra bianca locali.
- Ayuntamiento di stile neoclassico recentemente restaurato, costruito sopra il preesistente convento delle Domenicane di San Martín.
- Casa natale di don Juan Valera, oggi conservatorio musicale.
- Museo dell'Olio con documentazioni delle antiche e moderne procedure per la produzione olearia.
- Museo Municipale di archeologia, arte e storia locali.
- Iglesia de San Juan Bautista antica cattedrale visigotica rimaneggiata nel XVIII secolo.
- Iglesia de Santa Ana dei secoli XVII-XVIII.
- Parroquial de Nuestra Señora de los Remedios dei secoli XVII-XVIII costruita sopra un eremo dedicato a sant'Anna, edificata nel XVI secolo.
- Parroquial de Nuestra Señora de la Asunción y Ángeles del XVII secolo che emerge con la sua alta torre campanaria.

Il comune è compreso nel Parco Naturale della Subbética Cordovese.

## Dintorni
A 2 km Fuente del Rio zona umida delle sorgenti del fiume Cabra.
A 9 km Lucena centro vinicolo e artigianale ricco di storia e monumenti, vi si producono le tipiche tinajas enormi giare per il vino. Attualmente è il grande centro industriale (mobili, freddo industriale, ecc.) e commerciale del sud della provincia.
A 29 km Aguilar de la Frontera. 
A 39 km Montilla.

## Feste
- La Settimana Santa celebrata con le modalità comuni a tutta l'Andalusia.
- La Cabalcata de los Reyes Magos del 5 gennaio con l'arrivo dei re magi che percorrono le strade del centro storico con seguito di carrozze addobbate e uomini a cavallo.

La caratteristica Romeria nacional de los Gitanos che vede giungere a Cabra gitani da tutta la Spagna per rendere omaggio a Nuestra Seňora de la Sierra nel Santuario a lei dedicato con tutto il folclore gitano.
Il Carnaval con il tradizionale Entierro de la Sardina nell'ultimo notte di carnevale, burlesco funerale e seppellimento di una statua di sardina simboleggiante la compianta fine del carnevale e l'inizio della quaresima. Questa tradizione sospesa durante il regime di Franco perché ritenuta poco rispettosa dei riti funerari religiosi è stata ripresa dopo la morte del dittatore e la fine del potere nazionalista.
La Fiesta de la Cruz si svolge tra la fine di aprile e il 1º maggio cosiddetta perché in ogni quartiere s'innalzano alte croci di fiori e molto ornate attorno alle quali poi si suona musica e si danza. Il Comune indice un concorso e vengono premiate le croci giudicate più belle.
La Expobetica è la fiera campionaria annuale che si svolge nell'apposito quartiere fieristico ed è occasione di feste con diverse corride e la Exibicion Ecuestre con gare ippiche internazionali.
Le Fiestas en honor de Maria santissima de la Sierra dal 3 all'8 settembre vedono tutta la città in festa con musica, danze e allegria.
La Feria de San Juan festeggia il solstizio d'estate con corride, rappresentazioni teatrali e flamenco per le strade.
Anche la Romeria a la ermita de la Virgen de la Sierra è occasione di una festa pomeridiana dopo i riti religiosi del pellegrinaggio secondo la tradizione spagnola.

## Società

### Evoluzione demografica
| 12.127 | 12.360 | 14.951 | 16.455 | 20.779 | 22.174 | 20.739 | 20.438 | 20.073 | 20.306 | 20.707 |

| 20.707 | 20.819 | 20.744 | 20.711 | 20.645 | 20.711 | 20.724 | 20.837 | 20.940 | 20.935 |